# 薩尼亞市
萨尼亚市（Sarnia）是加拿大安大略省西南部蘭布頓縣的一座城市，位于五大湖中北部的三个注入圣克莱尔河的地方。根据2011年人口普查市内有72,366名居民，在整个市区加上周围地区有89,555名居民，是蘭布頓縣及休伦湖畔最大的城市。
城市得天独厚的港口地形首先吸引了法国探险家，他们把它取名为拉皮得（The Rapid，即「急流」）。萨尼亚这个名字来源于法国諾曼第海岸前海峡群岛之一的根西岛的拉丁名字。至今为止萨尼亚的港口依然是五大湖上运输谷物和汽油的货船的重要停泊点。
自然的港口地形加上附近地区的盐洞以及在邻近的奥伊斯普陵发现的原油为当地的石油工业带来了巨大的发展。由于奥伊斯普陵是北美最早的商业石油开发地区因此那里收集的经验使得许多薩尼亞人到全球各地去教授如何打井钻油。薩尼亞市中心以南聚集多座煉油廠和化工廠，因此有“化学谷”之稱。
从1938年开始薩尼亞市是加拿大和美国之间安大略省第二繁忙的过境点。蓝水桥链接薩尼亞市边的一座小村和美国的休伦港。

## 名称
薩尼亞市的名字从拉皮得改为薩尼亞港，后来改成今天的名字。它本身也从印第安人的猎场改变为一个发展的居民点和今天的工业城市。1812年约翰·科尔伯恩出任根西岛的总督。他把根西岛叫做薩尼亞。过去以为薩尼亞这个名字来自于罗马，今天发现它的本源是凯尔特语。
1829年科尔伯恩改任上加拿大副總督，並於1835年首次来到薩尼亞市，当时薩尼亞市还叫拉皮得，村内有44名納税人，九座桁架式建筑，四座木房子，两座砖房子，两个旅店和三个商店。村民希望更改該處的名称，但未能達成共識。英格兰的移民傾向更名為布宜诺斯艾利斯，而苏格兰的移民則傾向更名為新格拉斯哥。科尔伯恩建议新城市的名称为薩尼亞港。1836年1月4日这个名称以26对16票的多数通过。
1856年6月19日薩尼亞港正式建制為鎮。1857年1月1日薩尼亞港改稱薩尼亞，当时市内有1000来名居民和三名警察。
1914年4月20日薩尼亞市正式改制为市，同年5月7日加拿大總督阿瑟王子和他的女儿访问薩尼亞市。当日薩尼亞市获得了“帝國之城”（"The Imperial City"）的称号。当时市内有10,985名居民和六名警察。
1991年1月1日薩尼亞市与邻近的科里尔沃特合并后被称为薩尼亞-科里尔沃特（Sarnia-Clearwater）。1992年1月1日又被改回薩尼亞市。

## 历史
薩尼亞市早期的发展是受到木材工业的刺激，后来则是通过在附近发现石油以及1858年大西方铁路和1859年大干线铁路的修筑。1889年在薩尼亞市建筑了一条通过圣克莱尔河通向美国的铁路隧道。1938年修筑的蓝水桥则为汽车交通提供了条件。
后来的加拿大总理亚历山大·麦肯齐多年任《薩尼亞观察报》的编辑。1845年他来到薩尼亞。1892年他逝世于多伦多，被葬于薩尼亞。
在1920年代里薩尼亞市成为一个著名深水港，许多今天依然存在的港口设施是那个时候建成的，其中包括冬港、起降机和大谷物吊车。
从19世纪中开始薩尼亞市就已经有石油工业了，第二次世界大战中1942年在薩尼亞开始生产人工橡胶是该市成为重要石油化工中心的开始。

## 气候
对于加拿大来说薩尼亞的气候温和。冬季冷，夏季温暖至炎热，多潮湿。在春天和初夏休伦湖能够在市内造成巨大的气温波动。冬季它能够造成大湖效應，使得积雪严重。从5月到9月末湿度相当高。从4月到9月雷雨很重。破坏性气象很少，但是偶尔会发生，比如1953年发生的龙卷风。
| 薩尼亞克里斯·哈德菲爾德機場 | 薩尼亞克里斯·哈德菲爾德機場 | 薩尼亞克里斯·哈德菲爾德機場 | 薩尼亞克里斯·哈德菲爾德機場 | 薩尼亞克里斯·哈德菲爾德機場 | 薩尼亞克里斯·哈德菲爾德機場 | 薩尼亞克里斯·哈德菲爾德機場 | 薩尼亞克里斯·哈德菲爾德機場 | 薩尼亞克里斯·哈德菲爾德機場 | 薩尼亞克里斯·哈德菲爾德機場 | 薩尼亞克里斯·哈德菲爾德機場 | 薩尼亞克里斯·哈德菲爾德機場 | 薩尼亞克里斯·哈德菲爾德機場 | 薩尼亞克里斯·哈德菲爾德機場 |
| 月份                        | 1月                         | 2月                         | 3月                         | 4月                         | 5月                         | 6月                         | 7月                         | 8月                         | 9月                         | 10月                        | 11月                        | 12月                        | 全年                        |
| --------------------------- | --------------------------- | --------------------------- | --------------------------- | --------------------------- | --------------------------- | --------------------------- | --------------------------- | --------------------------- | --------------------------- | --------------------------- | --------------------------- | --------------------------- | --------------------------- |
| 历史最高湿热指数            | 17.2                        | 21.5                        | 30.0                        | 35.0                        | 38.8                        | 44.3                        | 47.9                        | 47.3                        | 43.8                        | 34.9                        | 26.1                        | 22.4                        | 47.9                        |
| 历史最高温 °C（°F）         | 15.0 (59.0)                 | 19.4 (66.9)                 | 27.7 (81.9)                 | 31.2 (88.2)                 | 32.9 (91.2)                 | 39.1 (102.4)                | 39.2 (102.6)                | 37.9 (100.2)                | 34.4 (93.9)                 | 29.4 (84.9)                 | 23.3 (73.9)                 | 18.0 (64.4)                 | 39.2 (102.6)                |
| 平均高温 °C（°F）           | −1.7 (28.9)                 | −0.6 (30.9)                 | 4.8 (40.6)                  | 11.4 (52.5)                 | 18.3 (64.9)                 | 23.6 (74.5)                 | 26.3 (79.3)                 | 25.3 (77.5)                 | 21.3 (70.3)                 | 14.7 (58.5)                 | 7.6 (45.7)                  | 1.1 (34.0)                  | 12.7 (54.9)                 |
| 日均气温 °C（°F）           | −5.4 (22.3)                 | −4.4 (24.1)                 | 0.7 (33.3)                  | 6.5 (43.7)                  | 12.7 (54.9)                 | 18.0 (64.4)                 | 20.9 (69.6)                 | 20.0 (68.0)                 | 16.1 (61.0)                 | 9.9 (49.8)                  | 3.9 (39.0)                  | −2.3 (27.9)                 | 8.1 (46.6)                  |
| 平均低温 °C（°F）           | −8.9 (16.0)                 | −8.3 (17.1)                 | −3.5 (25.7)                 | 1.5 (34.7)                  | 6.9 (44.4)                  | 12.4 (54.3)                 | 15.5 (59.9)                 | 14.8 (58.6)                 | 10.7 (51.3)                 | 5.1 (41.2)                  | 0.2 (32.4)                  | −5.6 (21.9)                 | 3.4 (38.1)                  |
| 历史最低温 °C（°F）         | −28.9 (−20.0)               | −26.9 (−16.4)               | −25.6 (−14.1)               | −10.0 (14.0)                | −3.0 (26.6)                 | −1.1 (30.0)                 | 6.1 (43.0)                  | 1.2 (34.2)                  | −1.6 (29.1)                 | −8.9 (16.0)                 | −12.8 (9.0)                 | −23.6 (−10.5)               | −28.9 (−20.0)               |
| 历史最低風寒指數            | −40.9                       | −37.9                       | −30.1                       | −18.7                       | −7.3                        | 0.4                         | 7.0                         | 1.9                         | −4.3                        | −9.3                        | −20.3                       | −32.0                       | −40.9                       |
| 平均降水量 mm（）           | 50.1 (1.97)                 | 47.7 (1.88)                 | 62.6 (2.46)                 | 75.4 (2.97)                 | 69.9 (2.75)                 | 85.6 (3.37)                 | 74.1 (2.92)                 | 77.1 (3.04)                 | 94.0 (3.70)                 | 66.0 (2.60)                 | 76.4 (3.01)                 | 68.0 (2.68)                 | 846.8 (33.34)               |
| 平均降雨量 mm（）           | 22.1 (0.87)                 | 24.0 (0.94)                 | 44.1 (1.74)                 | 70.1 (2.76)                 | 69.9 (2.75)                 | 85.6 (3.37)                 | 74.1 (2.92)                 | 77.1 (3.04)                 | 94.0 (3.70)                 | 64.2 (2.53)                 | 67.0 (2.64)                 | 40.5 (1.59)                 | 732.6 (28.84)               |
| 平均降雪量 cm（）           | 31.6 (12.4)                 | 26.3 (10.4)                 | 19.3 (7.6)                  | 5.4 (2.1)                   | 0 (0)                       | 0 (0)                       | 0 (0)                       | 0 (0)                       | 0 (0)                       | 1.8 (0.7)                   | 10.2 (4.0)                  | 30.3 (11.9)                 | 125.0 (49.2)                |
| 平均降水天数（≥ 0.2 mm）    | 14.6                        | 12.4                        | 13.0                        | 13.2                        | 11.6                        | 10.9                        | 10.7                        | 10.3                        | 11.3                        | 11.3                        | 13.3                        | 14.4                        | 147.1                       |
| 平均降雨天数（≥ 0.2 mm）    | 4.4                         | 4.6                         | 7.9                         | 11.6                        | 11.6                        | 10.9                        | 10.7                        | 10.3                        | 11.3                        | 11.0                        | 10.6                        | 6.9                         | 111.8                       |
| 平均降雪天数（≥ 0.2 cm）    | 11.6                        | 9.1                         | 6.9                         | 2.4                         | 0                           | 0                           | 0                           | 0                           | 0                           | 0.5                         | 3.7                         | 9.9                         | 44.0                        |
| 平均相對濕度（％）          | 83.8                        | 83.5                        | 84.2                        | 83.6                        | 83.9                        | 86.3                        | 89.3                        | 91.6                        | 89.7                        | 85.8                        | 84.9                        | 85.2                        | 86.0                        |
| 月均日照時數                | 82.7                        | 101.4                       | 134.1                       | 186.8                       | 245.7                       | 269.0                       | 297.7                       | 250.3                       | 189.1                       | 149.4                       | 89.3                        | 66.6                        | 2,061.9                     |
| 可照百分比                  | 28.4                        | 34.2                        | 36.3                        | 46.5                        | 54.1                        | 58.6                        | 64.0                        | 58.0                        | 50.3                        | 43.5                        | 30.5                        | 23.7                        | 44.0                        |
| 来源：Environment Canada    |                             |                             |                             |                             |                             |                             |                             |                             |                             |                             |                             |                             |                             |

## 经济
1850年代美国最早的油井在附近被发现后薩尼亞开始迅速发展。1938年连接美国的蓝水桥建成，1997年该桥又获得了一座姊妹桥。这座桥今天是南北方向最重要的卡车路。1891年世界上第一条横穿河流的铁路隧道圣克莱尔河隧道建成。当时这条隧道是一条技术奇迹。它是使用压缩空气发掘的技术建成的。
第二次世界大战中用来生产橡胶的热带自然乳胶资源受到威胁，薩尼亞被选择为开发使用石油为原料的人工橡胶的地点。橡胶是重要战争物资，在加拿大政府要求下陶氏化工在薩尼亞建造了一座多聚化合物工厂。巨大的输油管把石油从艾伯塔送到薩尼亞，石油化工成为城市的主要经济部门。壳牌公司加拿大分公司、帝国石油等在薩尼亞均有炼油厂。市的地下发现的巨大盐层被用来作为氯的原料。在薩尼亞有工厂的化学公司包括努发化工有限公司、拜耳股份公司、帝国主义石油、陶氏化工、皇家集团技术有限公司、卡博特公司、乙基公司。2008年末陶氏化工宣布将永远离开该地。
工业沿圣克莱尔河向南蔓延，而居民沿休伦湖的湖岸向东迁移。当地的淡水沙滩吸引许多旅游者，而帆船港则为休闲帆船运动提供条件。从1925年开始每年举办的从薩尼亞到休伦湖北端麦基诺岛的帆船比赛吸引3000多名水手参加。

### 电影工业
一些电影的部分段落是在薩尼亞拍的。
2002年麥可·摩爾拍摄的纪录片《科伦拜校园事件》部分景象是在薩尼亞拍的，他在当地采访了一些当地的居民。2004年薩尼亞市长甚至建议命名摩尔为荣誉市民。2007年摩尔拍摄的《健保真要命》也有在薩尼亞的采访。

## 交通

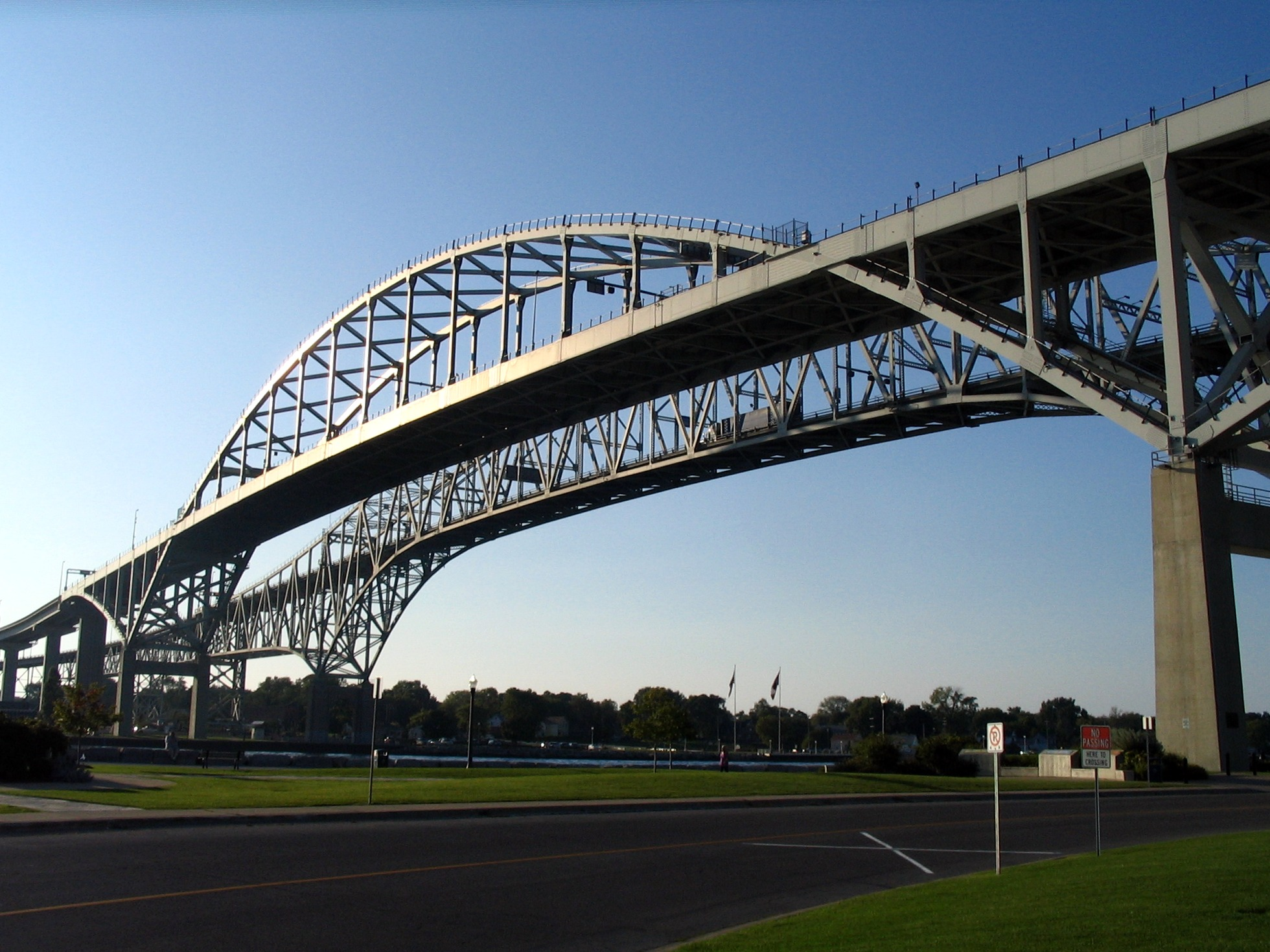
跨越美加邊境的藍水大橋

薩尼亞市旁的愛德華角村為藍水大橋的東端落腳點，隔著聖克萊爾河與美國密芝根州的曉倫港對望。現有的藍水大橋由兩座橋樑組成，來回方向行車線各據一橋。舊橋於1938年開通，共有三條行車線，本為來回方向交通共用。新橋於1997年7月22日開通後，舊橋即關閉以便進行復修，工程完畢後舊橋改為西行交通專用，新橋則為東行交通專用。藍水大橋東端駁上安大略402號省道，西端則駁上美國69號和94號州際公路，構成來往安省和美國中西部的其中一條主要貿易走廊，並是安省第四繁忙的邊檢關卡。
薩尼亞市内的公共交通服務由薩尼亞交通局營運，旗下服務包括常規巴士運輸、為殘障人士專設的運輸服務、大型活動交通配套及包車服務。來往薩尼亞和多倫多皮爾遜國際機場的航班在薩尼亞克里斯·哈德菲爾德機場（Sarnia Chris Hadfield Airport）起降。鐵路交通方面，薩尼亞火車站是維亞鐵路旗下魁北克市-温莎走廊鐵路服務的其中一個西端終點站（另外一個終點站則為溫莎火車站），東行列車每天早上離開此站，西行列車則於每天傍晚駛至此站。

## 政府
薩尼亞的市议会由九名选举出来的成员组成，其中包括市长、四名市和郡议会和四名市议会成员。市长和市和郡议会成员被选出参加市议会和莱姆敦郡议会，而市议会成员仅参加市议会。
现任市长麦克·布莱德利1988年上任，是薩尼亞任职时间最长的市长。
薩尼亞向省议会和加拿大议会各派驻一名议员。

## 教育
蘭布頓－肯特教育局在市内營運13座公立小学和五座公立中学，而聖克萊爾天主教教育局則在市内營運七座天主教小学和两座天主教中学。西南天主教教育局在市内營運两座天主教法语学校，而中西南部教育局則在市内營運一座法語小學和一座法語中學。此外，市内还有兩座独立基督教小学。
莱姆顿学院是安大略省的21座應用艺术和科技高校之一，有2500名全时须生和约8000名半时学生在此就讀，是市内唯一的高校。2005年西安大略大学在薩尼亞开设了研究和开发设施。

## 媒体

### 报纸
薩尼亞的主要日报是《薩尼亞观察者》，除此之外市内还有三份社群报纸和一份主题为经济的月报。

### 杂志
薩尼亞市只有一份两月刊的杂志介绍市内和莱姆敦郡内的事物。

### 气象信息
通过电话可以讯问加拿大环境部的当地气象记录。美国国家海洋大气局天气无线全灾害广播系统也播送加拿大环境部的24小时预报。

## 活动
圣诞期间薩尼亞的世纪公园举办灯火展览。
每年7月的第三个周末举办薩尼亞湾节日，这是一个以摇滚乐为主的音乐节日，此外还有乡村音乐和西部音乐。
薩尼亞有一冰球队

## 名人
- 苏珊·克拉克，演员
- 詹姆斯·杜汉，演员
- 玛丽安·恩格尔，作家
- 克里斯·哈德菲尔德，宇航员
- 亚历山大·麦肯齐，加拿大总理
- 卡梅隆-麦吉森，演员
- 席德·梅爾，游戏设计师
- 乔治·安德鲁·欧拉，化学家
- 玛丽·普雷沃斯特，演员
- 帕特丽夏·罗兹玛，电影导演
- 穆雷·夏法尔，作曲家
- 麦克·史蒂文斯，口琴家
- 希甘·卡农·特雷西，演员
- 麥克·維爾，高尔夫球运动员
- 保罗·韦尔斯，记者